# Lista telefonów marki Samsung
Lista telefonów marki Samsung – lista wyprodukowanych telefonów komórkowych przez firmę Samsung. Modele wyprodukowane pod marką Samsung.

## 2008
| model | wymiary (mm)        | masa(g) | maksymalny czas czuwania (godz) maksymalny czas rozmów | pasmo  | pamięć (GB)   | aparat cyfrowy (Mpx) | alternatywna nazwa | źródło |
| ----- | ------------------- | ------- | ------------------------------------------------------ | ------ | ------------- | -------------------- | ------------------ | ------ |
| F480  | 98,4 x 55 x 11,6    | 100.6   | 250 /                                                  | 2G, 3G | 0,02/0,01     | 5                    | Samsung Tocco      | [ 1 ]  |
| Omnia | 112 x 56,9 x 12,5   | 122     | 500 / 450                                              | 2G, 3G | 16,8/0,12 RAM | 5                    | i900               | [ 2 ]  |
| Pixon | 107,9 x 54,6 x 13,8 | 121     | 290 / 280                                              | 2G, 3G | 0,2/0,01 RAM  | 8                    | M8800              | [ 3 ]  |

## 2009
| model        | wymiary (mm)        | masa(g) | maksymalny czas czuwania (godz) maksymalny czas rozmów | pasmo  | pamięć (GB)     | aparat cyfrowy (Mpx) | alternatywna nazwa        | źródło |
| ------------ | ------------------- | ------- | ------------------------------------------------------ | ------ | --------------- | -------------------- | ------------------------- | ------ |
| E2100        | 108 x 43,6 x 14,3   | 74.1    | 250                                                    | 2G     | 0,2/0,01 RAM    | 0.3                  | E2100B, E2100C            | [ 4 ]  |
| S3110        | 109 x 46 x 10,9     | 77      | 220                                                    | 2G     | 0,2/0,01 RAM    | 1.3                  | ?                         | [ 5 ]  |
| i7110        | 118 x 52 x 12,9     | 125     | 430 / 440                                              | 2G, 3G | 0,08/0,12 RAM   | 5                    | ?                         | [ 6 ]  |
| Ultra Touch  | 110 x 51,5 x 12,7   | 105     | 350 /                                                  | 2G, 3G | 0,08/0,01 RAM   | 8                    | S8300, Tocco Ultra        | [ 7 ]  |
| Solid B2100  | 113 x 48,9 x 17,4   | 102.8   | 600                                                    | 2G     | 0,01/0,01 RAM   | 1.3                  | B2100 Xplorer             | [ 8 ]  |
| Ultra slide  | 109 x 50,3 x 12,6   | 110     | 350 / 400                                              | 2G, 3G | 0,01/0,01 RAM   | 5                    | Ultra S, S7350            | [ 9 ]  |
| Avila        | 104 x 53 x 11,9     | 93.5    | 800                                                    | 2G     | 0,05/0,01 RAM   | 3                    | S5230, S5230 Star         | [ 10 ] |
| E1100        | 105 x 44 x 15,2     | 70.2    | 500                                                    | 2G     | 0,01/0,01 RAM   | -                    | ?                         | [ 11 ] |
| Jet          | 108,8 x 53,5 x 11,9 | 110     | 422 / 406                                              | 2G, 3G | 8,2/0,12 RAM    | 5                    | S8000                     | [ 12 ] |
| Stratus      | 97 x 47,3 x 14,9    | 86      | 340                                                    | 2G     | 0,01/0,01 RAM   | 0.3                  | C3050                     | [ 13 ] |
| Omnia 2      | 118 x 59,6 x 12,3   | 123     | 430 / 430                                              | 2G, 3G | 16,8,2/0,25 RAM | 5                    | Omnia II, i8000           | [ 14 ] |
| E1070        | 100,8 x 41 x 15     | 65      | 500                                                    | 2G     | 0,01/0,01 RAM   | -                    | -                         | [ 15 ] |
| E1120        | 105,6 x 43 x 15,1   | 66.4    | 540                                                    | 2G     | 0,01/0,01 RAM   | -                    | -                         | [ 16 ] |
| Pixon12      | 108 x 53 x 13,8     | 120     | -                                                      | 2G, 3G | 0,15/0,1 RAM    | 12                   | M8910                     | [ 17 ] |
| S5050        | 105 x 49 x 14,9     | 102     | 390                                                    | 2G     | 0,01/0,01 RAM   | 3                    | -                         | [ 18 ] |
| Corby        | 103 x 56,5 x 12     | 90      | 730                                                    | 2G     | 0,01/0,01 RAM   | 2                    | Corby, Genio Touch, S3650 | [ 19 ] |
| Omnia Lite   | 107 x 51,8 x 12,9   | 103     | 650 /                                                  | 2G, 3G | 0,2/0,25        | 3                    | B7300                     | [ 20 ] |
| E1130B       | 107 x 45,5 x 13,6   | 81      | 670                                                    | 2G     | 0,01/0,01 RAM   | -                    | -                         | [ 21 ] |
| S5510        | 93,8 x 46,6 x 16,7  | 88      | 422 / 362                                              | 2G, 3G | 0,01/0,01 RAM   | 3                    | -                         | [ 22 ] |
| Corby Pro    | 105 x 56,8 x 15,7   | 135     | 560 /                                                  | 2G, 3G | 0,15/0,01 RAM   | 3                    | Genio slider, B5310       | [ 23 ] |
| Galaxy Spica | 115 x 57 x 13,2     | 124     | 650 / 580                                              | 2G, 3G | 0,18/0,25 RAM   | 3                    | Galaxy Lite, i5700        | [ 24 ] |
| Rushmore     | 104 x 54,9 x 14,4   | 105     | 400                                                    | 2G     | 0,03/0,01 RAM   | 3                    | DUOS, B5722               | [ 25 ] |

## 2010
| model        | wymiary (mm)        | masa(g) | maksymalny czas czuwania (godz) maksymalny czas rozmów | procesor        | pamięć(GB)    | aparat cyfrowy(Mpx) | alternatywna nazwa                                                                   | źródło |
| ------------ | ------------------- | ------- | ------------------------------------------------------ | --------------- | ------------- | ------------------- | ------------------------------------------------------------------------------------ | ------ |
| E1150        | 88 x 44 x 19,8      | 72.5    | 740                                                    | -               | 0,01/0,01 RAM | -                   | E1151                                                                                | [ 26 ] |
| S7070        | 101 x 54,8 x 13,4   | 94      | 800                                                    | -               | 0,04/0,01 RAM | 3                   | Diva                                                                                 | [ 27 ] |
| C6112        | 105,8 x 50 x 16,5   | 112     | 385                                                    | -               | 0,03/0,01 RAM | 2                   | -                                                                                    | [ 28 ] |
| Shark        | 115,2 x 46,7 x 11,9 | 99.2    | 450 / 450                                              | -               | 0,01/0,01 RAM | 3                   | S5350                                                                                | [ 29 ] |
| Shark 2      | 101,8 x 48,7 x 14,8 | 99      | 623 / 412                                              | -               | 0,11/0,01 RAM | 5                   | S5550                                                                                | [ 30 ] |
| Monte        | 108,8 x 53,7 x 12,4 | 92      | 760 / 450                                              | -               | 0,2/0,12 RAM  | 3                   | Onix, Kabuki, S5620                                                                  | [ 31 ] |
| Shark 3      | 95,8 x 45,8 x 14,4  | 79      | 440                                                    | -               | 0,04/0,01 RAM | 2                   | Shark slider, S3550                                                                  | [ 32 ] |
| Wave         | 118 x 56 x 10,9     | 118     | 600 / 550                                              | Exynos 3 Single | 0,4/0,38 RAM  | 5                   | S8500                                                                                | [ 33 ] |
| C3300        | 96,3 x 53,8 x 13    | 80      | 666                                                    | -               | 0,03/0,01 RAM | 1,3                 | C3300K Champ, Libre                                                                  | [ 34 ] |
| S3370        | 99,9 x 53 x 12,9    | 86      | 500 / 450                                              | -               | 0,05/0,01 RAM | 1,3                 | -                                                                                    | [ 35 ] |
| B7722        | 113,5 x 55,5 x 14,3 | 112     | 420 / 330                                              | -               | 0,25/0,01 RAM | 5                   | B7722i, Duoz                                                                         | [ 36 ] |
| Galaxy S     | 122,4 x 64,2 x 9,9  | 119     | 750 / 576                                              | Exynos 3 Single | 8,16/0,5 RAM  | 5                   | i9000                                                                                | [ 37 ] |
| Galaxy 3     | 113,5 x 55 x 12,9   | 109     | 620 / 510                                              | -               | 0,5/0,25 RAM  | 3                   | i5800                                                                                | [ 38 ] |
| Monte slider | 98,5 x 48,5 x 14,3  | 87.7    | 570                                                    | -               | 0,01/0,01 RAM | 1.3                 | E2550                                                                                | [ 39 ] |
| Solid E2370  | 112 x 49 x 19       | 115     | 1600                                                   | -               | 0,04/0,01 RAM | 0.3                 | Xcover E2370                                                                         | [ 40 ] |
| Galaxy 5     | 108 x 56 x 12,3     | 102     | 521 / 375                                              | -               | 0,17/0,25 RAM | 2                   | Galaxy 550, Galaxy Europa, i5500                                                     | [ 41 ] |
| S5530        | 105 x 49,5 x 11,5   | 96      | 420 / 360                                              | -               | 0,04/0,01 RAM | 3                   | -                                                                                    | [ 42 ] |
| Wave 533     | 109,5 x 55 x 15,2   | 118     | 1090                                                   | -               | 0,1/0,12 RAM  | 3                   | Wave 2 Pro, S5330                                                                    | [ 43 ] |
| Wave 723     | 109,5 x 53,9 x 11,8 | 113.8   | 700 / 600                                              | -               | 0,09/0,12 RAM | 5                   | S7230E, S7230                                                                        | [ 44 ] |
| Solid B2710  | 120,7 x 53 x 17,9   | 115     | 600 / 500                                              | -               | 0,04/0,01 RAM | 2                   | Xcover 271                                                                           | [ 45 ] |
| C3530        | 112,2 x 46,7 x 11,9 | 91.4    | 640                                                    | -               | 0,05/0,01 RAM | 3                   | -                                                                                    | [ 46 ] |
| C3750        | 98 x 49 x 15,4      | 89      | 500                                                    | 94              | 0,04/0,01 RAM | 3                   | Metro 3752                                                                           | [ 47 ] |
| S8530 Wave 2 | 123,9 x 59,8 x 11,8 | 135     | 600 / 500                                              | Exynos 3 Single | 2/0,12 RAM    | 5                   | S8530, Wave II                                                                       | [ 48 ] |
| Galaxy 551   | 111 x 55 x 15,2     | 117     | 520 / 370                                              | Snapdragon S1   | 0,16/0,25 RAM | 3                   | Samsung Callisto, i5510                                                              | [ 49 ] |
| Nexus S      | 123,9 x 63 x 10,9   | 129     | 713 / 428                                              | Exynos 3 Single | 16/ 0,5 RAM   | 5                   | i9020, Soju, Nexus Two, Nexus 2, GT-I9020, I9020GT-I9020A, I9020A, GT-I9020T, I9020T | [ 50 ] |

## 2011
| model         | wymiary (mm)           | masa(g) | maksymalny czas czuwania (godz) maksymalny czas rozmów | procesor      | pamięć(GB)     | aparat cyfrowy(Mpx) | alternatywna nazwa                                                        | źródło |
| ------------- | ---------------------- | ------- | ------------------------------------------------------ | ------------- | -------------- | ------------------- | ------------------------------------------------------------------------- | ------ |
| Star 2        | 107,5 x 54 x 12,4      | 94      | 900                                                    | -             | 0,03/0,01 RAM  | 3                   | Tocco icon, S5260                                                         | [ 51 ] |
| Galaxy Mini   | 110,4 x 60,8 x 12,1    | 105     | 570 /                                                  | Snapdragon S1 | 0,16/0,38 RAM  | 3                   | Galaxy pop, GT-S5570, S5570                                               | [ 52 ] |
| Galaxy Ace    | 112,4 x 59,9 x 11,5    | 113     | 640 / 420                                              | Snapdragon S1 | 0,16/0,27 RAM  | 5                   | Galaxy Cooper, Galaxy Ace La Fleur, Galaxy Ace Hugo Boss, GT-S5830, S5830 | [ 53 ] |
| Ch@t 350      | 99,5 x 52 x 15,5       | 99.8    | 666                                                    | -             | 0,04/0,01 RAM  | 2                   | Chat 322, C3500                                                           | [ 54 ] |
| Galaxy Gio    | 110,5 x 57,5 x 12,2    | 102     | 610 / 460                                              | -             | 0,16/0,27 RAM  | 3                   | S5660                                                                     | [ 55 ] |
| E2330         | 98 x 47,5 x 14,9       | 87.5    | 500                                                    | -             | 0,04/0,01 RAM  | 0,3                 | -                                                                         | [ 56 ] |
| Galaxy S2     | 125,3 x 66,1 x 8,5     | 116     | 710 / 610                                              | Exynos 4 Dual | 32,16/1 RAM    | 8                   | Galaxy S II, GT-I9100, I9100, GT-I9100G, I9100G, GT-I9100P, I9100P        | [ 57 ] |
| Duos          | 114 x 48 x 13,9        | 89      | 660                                                    | -             | 0,04/0,01 RAM  | 2                   | C3322, GT-C3322                                                           | [ 58 ] |
| C3310         | 101,80 x 55,00 x 12,30 | 90      | 500                                                    | -             | 0,04/0,01 RAM  | 1,3                 | Champ Deluxe                                                              | [ 59 ] |
| Corby 2       | 109,9 x 60,6 x 11,7    | 102     | 620                                                    | -             | 0,04/0,01 RAM  | 2                   | Genio II, Corby II, S3850                                                 | [ 60 ] |
| Star 2 Duos   | 109,5 x 56 x 12,2      | 100     | 550                                                    | -             | 0,04/0,01 RAM  | 3                   | C6712, Star II Duos                                                       | [ 61 ] |
| E1190         | 88 x 44 x 18,9         | 71      | 570                                                    | -             | -              | -                   | -                                                                         | [ 62 ] |
| Galaxy S Plus | 122,4 x 64,2 x 9,9     | 119     | 480 / 430                                              | Snapdragon S2 | 16,8/1 RAM     | 5                   | Galaxy S 2011 Edition, i9001                                              | [ 63 ] |
| S5610         | 118,9 x 49,7 x 12,9    | 91      | 960 / 680                                              | -             | 0,11/0,01 RAM  | 5                   | Primo                                                                     | [ 64 ] |
| E1230         | 110,6 x 45,4 x 13,9    | 73      | 660                                                    | -             | 0,04/0,01 RAM  | -                   | -                                                                         | [ 65 ] |
| Ch@t 222      | 109,5 x 61,3 x 11,9    | 90      | 550                                                    | -             | 0,04/0,01 RAM  | 0,3                 | Chat 222, E2222                                                           | [ 66 ] |
| Galaxy Note   | 83 x 146,9 x 9,7       | 178     | 960 / 820                                              | Exynos 4 Dual | 32,16/1 RAM    | 8                   | GT-N7000, N7000, GT-I9220, I9220                                          | [ 67 ] |
| Wave 3        | 125,9 x 64,2 x 9,9     | 122     | 535 / 517                                              | -             | 4/0,5 RAM      | 5                   | S8600                                                                     | [ 68 ] |
| C3520         | 52 x 102 x 16,8        | 97      | 610                                                    | -             | 0,03/0,01 RAM  | 1                   | La Fleur, GT-C3520, C3520                                                 | [ 69 ] |
| Galaxy Xcover | 121,5 x 65,9 x 12      | 100     | / 640                                                  | Marvell       | 0,15/0,5 RAM   | 3                   | Galaxy Extreme S5690, GT-S5690, S5690                                     | [ 70 ] |
| Galaxy Y      | 104 x 58 x 11,5        | 97.5    | 850 / 540                                              | Broadcom      | 0,18/ 0,28 RAM | 2                   | GT-S5360, S5360                                                           | [ 71 ] |
| C3350         | 122 x 53 x 17,9        | 110     | 1000                                                   | -             | -              | 2                   | Xcover 2                                                                  | [ 72 ] |
| Galaxy Nexus  | 67,9 x 135,5 x 8,9     | 135     | 290 / 270                                              | Ti OMAP 4xxx  | 16/ 1 RAM      | 5                   | Google Nexus 3, Galaxy X, GT-I9250, I9250                                 | [ 73 ] |
| Wave Y        | 110 x 58,2 x 12,3      | 102.4   | 570 /                                                  | -             | -              | 2                   | Wave 538, S5380                                                           | [ 74 ] |
| E2600         | 97 x 49,9 x 15,3       | 88.7    | 720                                                    | -             | 0,03/0,01 RAM  | 2                   | -                                                                         | [ 75 ] |

## 2012
| model                | wymiary (mm)        | masa(g) | maksymalny czas czuwania (godz) maksymalny czas rozmów | procesor          | pamięć(GB)     | aparat cyfrowy(Mpx) | alternatywna nazwa                                                       | źródło |
| -------------------- | ------------------- | ------- | ------------------------------------------------------ | ----------------- | -------------- | ------------------- | ------------------------------------------------------------------------ | ------ |
| E1200                | 108 x 45 x 13,5     | 65.1    | 720                                                    | -                 | 0,03/0,01 RAM  | -                   | Pusha, Guru                                                              | [ 76 ] |
| Galaxy Y Pro Duos    | 110,8 x 63,5 x 11,9 | 112.3   | 528 /                                                  | Broadcom          | 0,5/,028 RAM   | 3                   | GT-B5512, B5512, GT-B5512B, B5512B                                       | [ 77 ] |
| Galaxy Y Duos        | 109,8 x 60 x 12     | 109     | 360 /                                                  | Broadcom          | 0,5/,028 RAM   | 3                   | GT-S6102, S6102, GT-S6102B, S6102B                                       | [ 78 ] |
| Galaxy Ace Plus      | 114,5 x 62,5 x 11,2 | 115     | 670 / 420                                              | Snapdragon S1     | 3/0,5 RAM      | 5                   | GT-S7500, S7500                                                          | [ 79 ] |
| Galaxy mini 2        | 109,4 x 58,6 x 11,6 | 105.3   | 540 / 420                                              | Snapdragon S1     | 4/0,5 RAM      | 3                   | Galaxy mini II, Jena, GT-S6500, S6500                                    | [ 80 ] |
| Galaxy Pocket        | 103,7 x 57,5 x 12   | 97      | 800 / 500                                              | Broadcom          | 3/0,5 RAM      | 2                   | GT-S5300, S5300                                                          | [ 81 ] |
| Galaxy S Advance     | 123,2 x 63 x 9,7    | 120     | 570 / 550                                              | Novathor U8500    | 16,8/0,75 RAM  | 5                   | Galaxy R Style, Galaxy S2 Lite, Galaxy S II Lite, GT-I9070, I9070        | [ 82 ] |
| Galaxy S3            | 136,6 x 70,6 x 8,6  | 133     | 590 / 790                                              | Exynos 4 Quad     | 64,32,16/1 RAM | 8                   | Galaxy S III, GT-I9300, I9300                                            | [ 83 ] |
| Galaxy Ace 2         | 118,3 x 62,2 x 10,5 | 122     | 670 / 640                                              | Novathor U8500    | 4/0,75 RAM     | 5                   | Galaxy Ace II, GT-I8160, I8160                                           | [ 84 ] |
| C3780                | 49 x 117,7 x 12,3   | 82      | 660                                                    | -                 | 0,1/0,1 RAm    | 3                   | GT-C3780                                                                 | [ 85 ] |
| Galaxy Ace Duos      | 112,7 x 61,5 x 11,5 | 122     | 570 / 420                                              | Broadcom          | 3/0,5 RAM      | 5                   | S6802                                                                    | [ 86 ] |
| E2252                | 113 x 46 x 13,9     | 79      | 760                                                    | -                 | 0,1/0,1 RAm    | 0,3                 | -                                                                        | [ 87 ] |
| Omnia M              | 121,6 x 64,1 x 10,5 | 119     | 530 / 420                                              | Snapdragon S1     | 8,4/0,38 RAM   | 5                   | GT-S7530, S7530                                                          | [ 88 ] |
| Galaxy Chat          | 118,9 x 59,3 x 11,7 | 112     | 520 / 380                                              | Broadcom          | 4/,05 RAM      | 2                   | GT-B5330, B5330                                                          | [ 89 ] |
| Galaxy Core Prime VE | 68,4 x 131,3 x 8,8  | 130     | -                                                      | Spreadtrum SC7xxx | 8/1 RAM        | 5                   | G361H                                                                    | [ 90 ] |
| Galaxy S Duos        | 121,5 x 63,1 x 10,5 | 120     | 445 / 330                                              | Snapdragon S1     | 4/0,75 RAM     | 5                   | GT-S7562, S7562                                                          | [ 91 ] |
| Galaxy S3 LTE        | 136,6 x 70,6 x 8,6  | 131     | 580 / 510                                              | Exynos 4 Quad     | 16/2 RAM       | 8                   | Galaxy S III LTE I9305, GT-I9305, I9305                                  | [ 92 ] |
| Galaxy Note 2        | 151,1 x 80,5 x 9,4  | 183     | 980 / 890                                              | Exynos 4 Quad     | 64,32,16/2 RAm | 8                   | GT-N7100, N7100, GT-N7105, N7105, Galaxy Note II                         | [ 93 ] |
| Ch@t 357             | 111,9 x 60,4 x 11,5 | 95.5    | 400                                                    | -                 | 0,03/0,01 RAM  | 2                   | Chat 357, S3570                                                          | [ 94 ] |
| Galaxy S3 mini       | 121,6 x 63 x 9,9    | 111.5   | 450 / 430                                              | Novathor U8420    | 16,8/1 RAm     | 5                   | Galaxy S III mini, GT-I8190, I8190, GT-I8190T, I8190T, GT-I8190N, I8190N | [ 95 ] |
| Galaxy Trend         | 121,5 x 63,1 x 10,5 | 122     | 330 /                                                  | Snapdragon S1     | 4/0,75 RAM     | 5                   | S7560, Galaxy Ace II X S7560M, Galaxy Ace 2 X                            | [ 96 ] |
| Ativ S               | 137,2 x 70,5 x 8,7  | 135     | 168 / 218                                              | Snapdragon S4     | 32,16/ 1 RAM   | 8                   | GT-I8750, I8750                                                          | [ 97 ] |

## 2013
| model             | wymiary (mm)        | masa(g) | maksymalny czas czuwania (godz) maksymalny czas rozmów | procesor       | pamięć(GB)     | aparat cyfrowy(Mpx) | alternatywna nazwa                                                     | źródło  |
| ----------------- | ------------------- | ------- | ------------------------------------------------------ | -------------- | -------------- | ------------------- | ---------------------------------------------------------------------- | ------- |
| Galaxy S2 Plus    | 125,3 x 66,1 x 8,5  | 121     | / 549                                                  | Broadcom       | 8/1 RAm        | 8                   | Galaxy S II Plus, GT-I9105P, I9105P, GT-I9105, I9105                   | [ 98 ]  |
| Galaxy Xcover 2   | 130,5 x 67,7 x 12   | 148.5   | 570 / 370                                              | Novathor U8500 | 4/1 RAM        | 5                   | Galaxy Xcover II, GT-S7710, S7710, GT-S7710L, S7710L                   | [ 99 ]  |
| Galaxy Young      | 109,4 x 58,6 x 12,5 | 112     | / 250                                                  | Snapdragon S1  | 4/0,75 RAM     | 3                   | Galaxy Young Duos, GT-S6310L, S6310L, GT-S6312, S6312, GT-S6310, S6310 | [ 100 ] |
| Galaxy S4         | 136,6 x 69,8 x 7,9  | 130     | / 350                                                  | Snapdragon 600 | 64,32,16/2 RAM | 13                  | GT-I9505, I9505, Galaxy S IV                                           | [ 101 ] |
| Galaxy Mega 6.3   | 167,6 x 88 x 8      | 199     | 420 /                                                  | Snapdragon 400 | 16,8/1,5 RAM   | 8                   | SGH-I527, I527, GT-I9200, I9200, GT-I9205, I9205                       | [ 102 ] |
| Galaxy S4 Active  | 139,7 x 71,3 x 9,1  | 153     | 312 /                                                  | Snapdragon 600 | 16/ 2 RAm      | 8                   | Galaxy S IV Active, GT-I9295, I9295                                    | [ 103 ] |
| Galaxy Pocket Neo | 105 x 57,8 x 12     | 100,5   | -                                                      | Broadcom       | 4/0,5 RAM      | 2                   | GT-S5310, S5310                                                        | [ 104 ] |
| Galaxy Core       | 129,3 x 67,6 x 9    | 124     | 550 / 300                                              | Snapdragon S4  | 8/1 RAM        | 5                   | GT-I8260, I8260, GT-I8262, I8262                                       | [ 105 ] |
| Galaxy Ace 3      | 121,2 x 62,7 x 9,8  | 115     | / 370                                                  | Snapdragon 400 | 8,4/1 RAM      | 5                   | S7270 (3G), S7272 (dual-SIM), S7275 (LTE)                              | [ 106 ] |
| Galaxy S4 zoom    | 125,5 x 63,5 x 15,4 | 208     | / 570                                                  | Exynos 4 Dual  | 8/1,5 RAM      | 16                  | C1010, C101                                                            | [ 107 ] |
| Galaxy Note 3 LTE | 79,2 x 151,2 x 8,3  | 168     | -                                                      | Snapdragon 800 | 64,32,16/3 RAM | 13                  | Galaxy Note III LTE, Galaxy Note 3 LTE, N9005                          | [ 108 ] |
| Galaxy Note 3     | 151,2 x 79,2 x 8,3  | 168     | / 420                                                  | Exynos 5 Octa  | 64,32,16/3 RAM | 13                  | Galaxy Note III, N9000                                                 | [ 109 ] |
| Galaxy Core Plus  | 129,7 x 66 x 9,5    | 132.5   | 320 /                                                  | -              | 4/0,5 RAM      | 5                   | Galaxy Trend 3, G3500                                                  | [ 110 ] |
| Galaxy Trend Plus | 121,5 x 63,1 x 10,6 | 118     | / 280                                                  | Broadcom       | 4/0,75 RAM     | 5                   | Galaxy S Duos 2, S7582, GT-S7580                                       | [ 111 ] |

## 2014
| model                  | wymiary (mm)        | masa(g) | maksymalny czas czuwania (godz) maksymalny czas rozmów | procesor          | pamięć(GB)    | aparat cyfrowy(Mpx) | alternatywna nazwa                                                              | źródło  |
| ---------------------- | ------------------- | ------- | ------------------------------------------------------ | ----------------- | ------------- | ------------------- | ------------------------------------------------------------------------------- | ------- |
| Galaxy Grand 2         | 75,3 x 146,8 x 8,95 | 163     | / 370                                                  | Snapdragon 400    | 8/1,5 RAm     | 8                   | G7102, G7100                                                                    | [ 112 ] |
| Galaxy Grand Neo       | 77,1 x 143,7 x 9,6  | 163     | 430 /                                                  | Broadcom          | 16/1 RAM      | 5                   | Galaxy Grand Lite, GT-I9060, I9060                                              | [ 113 ] |
| S5611                  | 118,9 x 49,7 x 12,9 | 91      | / 310                                                  | -                 | 0,25/0,1 RAm  | 5                   | Utopia Primo                                                                    | [ 114 ] |
| Galaxy Note 3 Neo      | 148,4 x 77,4 x 8,6  | 162.5   | ? / 540                                                | Exynos 5 Hexa     | 16/2 RAM      | 8                   | SM-N7500, N7500, N750                                                           | [ 115 ] |
| Galaxy Note 3 Neo LTE+ | 148,4 x 77,4 x 8,6  | 162     | ? / 540                                                | Exynos 5 Hexa     | 16/2 RAM      | 8                   | SM-N7505, N7505, Galaxy Note 3 Neo LTE Plus                                     | [ 116 ] |
| Galaxy S5              | 72,5 x 142 x 8,1    | 145     | 390 /                                                  | Snapdragon 801    | 32,16/2 RAM   | 16                  | G900S, G900F, G900I, G900K, G900L, G900M, G900A, AM-G900T, G900V, G900R4, G900P | [ 117 ] |
| Galaxy S3 Neo          | 136,6 x 70,8 x 8,6  | 132     | 330 / 340                                              | Snapdragon 400    | 16/1,5 RAM    | 8                   | GT-I9300I, I9300I, i9301                                                        | [ 118 ] |
| Galaxy Ace Style       | 121,2 x 62,7 x 10,7 | 123     | -                                                      | -                 | 4/0,5 RAM     | 5                   | G310HN                                                                          | [ 119 ] |
| Galaxy Core LTE        | 66,3 x 132,9 x 9,8  | 137     | / 540                                                  | Renesas MP5232    | 8/1 RAM       | 5                   | Afyon, G386f, Galaxy Core 4G                                                    | [ 120 ] |
| Galaxy S5 Active       | 74 x 145 x 9,2      | 171     | 480 /                                                  | Snapdragon 801    | 16/2 RAM      | 16                  | G870D, G870F                                                                    | [ 121 ] |
| B312E                  | 112,7 x 46,4 x 13,1 | 74      | -                                                      | -                 | 0,01/0,01 RAM | 0,3                 | Metro 312                                                                       | [ 122 ] |
| Galaxy K zoom          | 70,8 x 137,5 x 16,6 | 200     | -                                                      | Exynos 5 Hexa     | 16/2 RAM      | 21                  | Galaxy S5 zoom, C111, C115, C115M, C115L, C1158, C1116                          | [ 123 ] |
| Galaxy Core 2          | 130,3 x 68 x 9,8    | 138     | -                                                      | Spreadtrum SC8xxx | 4/0,75 RAM    | 5                   | G355HN, G355H                                                                   | [ 124 ] |
| Galaxy S5 Mini         | 64,8 x 131,1 x 9,1  | 120     | -                                                      | Exynos 3 Quad     | 16/1,5 RAM    | 8                   | Atlantic, G800F, G800                                                           | [ 125 ] |
| Galaxy S5 Mini Dual    | 64,8 x 131,1 x 9,1  | 120     | -                                                      | Snapdragon 400    | 16/1,5 RAM    | 8                   | G800H, G800H/DS, Samsung Galaxy S5 Mini Duos, Samsung Galaxy S5 Mini Duoz       | [ 126 ] |
| Galaxy Ace 4           | 62,9 x 121,4 x 10,7 | 123     | -                                                      | Snapdragon 410    | 4/1 RAM       | 5                   | G313M, G313M, G313HR, G313HR                                                    | [ 127 ] |
| Galaxy Alpha           | 65,5 x 132,4 x 6,7  | 115     | / 350                                                  | Exynos 5 Octa     | 32/2 RAM      | 12                  | G850A, G850F, 850F, G850M, G8508S                                               | [ 128 ] |
| Galaxy Pocket 2        | 60,6 x 109,7 x 11,7 | 110     | -                                                      | Spreadtrum SC7xxx | 4/0,5 RAM     | 2                   | G110B, G110H                                                                    | [ 129 ] |
| Galaxy Note 4          | 153,5 x 78,6 x 8,5  | 176     | -                                                      | Exynos 5 Octa     | 32/3 RAM      | 16                  | Muscat, N910H, N910C                                                            | [ 130 ] |
| Galaxy Grand Prime     | 72,1 x 144,8 x 8,6  | 156     | -                                                      | Snapdragon 410    | 8/1 RAM       | 8                   | G530H, G530H/DS, G530F, G530Y, G530BT, G530W                                    | [ 131 ] |
| Galaxy Young 2         | 59,9 x 109,8 x 11,8 | 108     | -                                                      | Spreadtrum SC6xxx | 4/0,5 RAM     | 3                   | G130, G130H, Galaxy Young 2 DUOS                                                | [ 132 ] |
| Galaxy Core Prime      | 68,4 x 131,3 x 8,8  | 130     | -                                                      | Snapdragon 410    | 8/1 RAM       | 5                   | G360H, G360H/DS, G360BT, GM-G3606, G3606                                        | [ 133 ] |
| Galaxy A5 Duos         | 69,7 x 139,3 x 6,7  | 123     | -                                                      | Snapdragon 410    | 16/2 RAM      | 13                  | A5000, A500G/DS, A500G, A500H/DS, A500H, A500M/DS, A500M                        | [ 134 ] |
| Galaxy Note Edge       | 82,4 x 151,3 x 8,3  | 174     | -                                                      | Snapdragon 805    | 16/3 RAM      | 16                  | N915FY, N915A, N915T, N915G, N915D, N915K, N915L;                               | [ 135 ] |
| Galaxy A3              | 65,5 x 130,1 x 6,9  | 110     | -                                                      | Snapdragon 410    | 16/1 RAM      | 8                   | A300, A3000, A300F, A300FU                                                      | [ 136 ] |
| Galaxy A3 Duos         | 130,1 x 65,5 x 6,9  | 110.3   | -                                                      | Snapdragon 410    | 16/1 RAM      | 8                   | A300F/DS, A300G/DS, A300H/DS, A300M/DS                                          | [ 137 ] |
| Galaxy A5              | 69,7 x 139,3 x 6,7  | 123     | -                                                      | Snapdragon 410    | 16/2 RAM      | 13                  | A500F, A500FU                                                                   | [ 138 ] |

## 2015
| model                 | wymiary (mm)           | masa(g) | maksymalny czas czuwania (godz) maksymalny czas rozmów | procesor          | pamięć(GB)      | aparat cyfrowy(Mpx) | alternatywna nazwa                            | źródło  |
| --------------------- | ---------------------- | ------- | ------------------------------------------------------ | ----------------- | --------------- | ------------------- | --------------------------------------------- | ------- |
| Galaxy A7             | 76,2 x 151 x 6,3       | 141     | -                                                      | Exynos 5 Octa     | 16/2 RAM        | 13                  | A700F                                         | [ 139 ] |
| Galaxy J1             | 68,2 x 129 x 8,9       | 122     | -                                                      | Spreadtrum SC7xxx | 4/0,5 RAM       | 5                   | J100H, J100FN, J1 Dual, J1 4G                 | [ 140 ] |
| Galaxy E5             | 70,3 x 141,8 x 7,3     | 120     | -                                                      | Snapdragon 410    | 16/1,5 RAM      | 8                   | E500, E500F, E500H, E500M                     | [ 141 ] |
| Galaxy E7             | 77,2 x 151,3 x 7,3     | 141     | -                                                      | Snapdragon 410    | 16/2 RAM        | 13                  | E700, E700F, E700M, E700H, E7000, E7009       | [ 142 ] |
| Galaxy J1 Dual        | 68,2 x 129 x 8,9       | 122     | -                                                      | Spreadtrum SC7xxx | 4/0,5 RAM       | 5                   | J100H, J100FN, J1 Dual, J1 4G                 | [ 143 ] |
| Galaxy S6 Edge        | 70,1 x 142,1 x 7       | 132     | -                                                      | Exynos 7 Octa     | 128,64,32/3 RAM | 16                  | G925A, G925F, G925K, G925P, G925X, G9250      | [ 144 ] |
| Galaxy Grand Neo Plus | 77,1 x 143,7 x 9,5     | 160     | -                                                      | Spreadtrum SC8xxx | 8/1 RAm         | 5                   | GT-I9060i, I9060i, Galaxy Grand Neo Plus Dual | [ 145 ] |
| Galaxy Xcover 3       | 70,1 x 132,9 x 9,95    | 154     | -                                                      | Marvell           | 8/1,5 RAm       | 5                   | G388F, G388F                                  | [ 146 ] |
| Galaxy S6             | 70,5 x 143,4 x 6,8     | 138     | -                                                      | Exynos 7 Octa     | 128,64,32/3 RAM | 16                  | G920A, G920F, G920S, G920T, G9200, G9208      | [ 147 ] |
| Galaxy J5             | 142,1 x 71,8 x 7,9     | 146     | 342 /                                                  | Snapdragon 410    | 16,8/1,5 RAM    | 13                  | J500F, J500FN                                 | [ 148 ] |
| Galaxy J5 Dual        | 142,1 x 71,8 x 7,9     | 146     | 342 /                                                  | Snapdragon 410    | 16,8/1,5 RAM    | 13                  | -                                             | [ 149 ] |
| Galaxy S4 mini        | 124,6 x 61,3 x 8,9     | 107     | -                                                      | Snapdragon 400    | 8/1,5 RAM       | 8                   | I9195I                                        | [ 150 ] |
| Galaxy S5 Neo         | 72,5 x 142 x 8,1       | 145     | -                                                      | Exynos 7 Octa     | 16/2 RAM        | 16                  | G903F, G903W                                  | [ 151 ] |
| Galaxy Trend 2 Lite   | 121,40 x 62,90 x 10,70 | 123     | -                                                      | Snapdragon 200    | 4/0,5 RAM       | 3                   | G318, G318H                                   | [ 152 ] |
| Galaxy S6 Edge Plus   | 75,8 x 154,4 x 6,9     | 153     | -                                                      | Exynos 7 Octa     | 4 RAM           | 16                  | Galaxy S6 Edge Plus, G928A, G928F, G928V      | [ 153 ] |
| Galaxy J3             | 71 x 142,3 x 7,9       | 138     | -                                                      | Snapdragon 410    | 8/1,5 RAM       | 8                   | J3109                                         | [ 154 ] |
| Galaxy A3 (2016)      | 65,2 x 134,5 x 7,3     | 132     | -                                                      | Exynos 7 Quad     | 16/1,5 RAM      | 13                  | A310F                                         | [ 155 ] |
| Galaxy A5 (2016)      | 71 x 144,8 x 7,3       | 155     | -                                                      | Exynos 7 Octa     | 16/2 RAM        | 13                  | A510F                                         | [ 156 ] |

## 2016
| model                 | wymiary (mm)       | masa(g) | maksymalny czas czuwania (godz) maksymalny czas rozmów | procesor          | pamięć(GB)  | aparat cyfrowy(Mpx) | alternatywna nazwa                                     | źródło  |
| --------------------- | ------------------ | ------- | ------------------------------------------------------ | ----------------- | ----------- | ------------------- | ------------------------------------------------------ | ------- |
| Galaxy J1 (2016)      | 69,3 x 132,6 x 8,9 | 131     | -                                                      | Exynos 3 Quad     | 8/1 RAM     | 5                   | J120F, J120F/DS, J120G/DS, J120H, J120H/DS, J120M, J12 | [ 157 ] |
| Galaxy J3 (2016)      | 71 x 143 x 7,9     | 138     | 349 /                                                  | Spreadtrum SC9xxx | 8/1,5 RAM   | 8                   | J320P                                                  | [ 158 ] |
| Galaxy J3 (2016) Dual | 71 x 143 x 7,9     | 138     | -                                                      | Spreadtrum SC9xxx | 8/1,5 RAM   | 8                   | -                                                      | [ 159 ] |
| Galaxy S7 edge        | 150,9 x 72,6 x 7,7 | 157     | -                                                      | Exynos 8 Octa     | 64,32/4 RAM | 12                  | G935D, G935F, G935J, G935K, G935L, G935S, G-935S       | [ 160 ] |
| Galaxy S7             | 142,4 x 69,6 x 7,9 | 152     | -                                                      | Exynos 8 Octa     | 64,32/4 RAM | 12                  | G930F, G930K, G930L, G930S, G-930S, G930T, G930W8      | [ 161 ] |
| Galaxy J5 (2016) Dual | 72,3 x 145,8 x 8,1 | 159     | -                                                      | Snapdragon 410    | 16/2 RAM    | 13                  | -                                                      | [ 162 ] |
| Galaxy J5 (2016)      | 72,3 x 145,8 x 8,1 | 159     | -                                                      | Snapdragon 410    | 16/2 RAM    | 13                  | J5108, J510G                                           | [ 163 ] |
| Galaxy J7 (2016)      | 76 x 151,7 x 7,8   | 169     | -                                                      | Exynos 7 Octa     | 16/2 RAM    | 13                  | J7108, J710F                                           | [ 164 ] |
| Galaxy Note7          | 153,5 x 73,9 x 7,9 | 169     | -                                                      | Exynos 8 Octa     | 64/4 RAM    | 12                  | N930f, Note 7                                          | [ 165 ] |

## 2017
| model            | wymiary (mm)       | masa(g) | maksymalny czas czuwania (godz) maksymalny czas rozmów | procesor      | pamięć(GB) | aparat cyfrowy(Mpx) | alternatywna nazwa              | źródło  |
| ---------------- | ------------------ | ------- | ------------------------------------------------------ | ------------- | ---------- | ------------------- | ------------------------------- | ------- |
| Galaxy A5 (2017) | 146,1 x 71,4 x 7,9 | 159     | -                                                      | Exynos 7 Octa | 32/3 RAM   | 16                  | SM-A520F, SM-A520               | [ 166 ] |
| Galaxy Xcover 4  | 146,2 x 73,3 x 9,7 | 172     | -                                                      | Exynos 7 Quad | 16/2 RAM   | 13                  | G390F, SM-G390F                 | [ 167 ] |
| Galaxy S8+       | 73,4 x 159,5 x 8,1 | 173     | -                                                      | Exynos 9 Octa | 64/4 RAM   | 12                  | Dream 2, Samsung Galaxy S8 Plus | [ 168 ] |
| Galaxy S8        | 68,1 x 148,9 x 8   | 152     | -                                                      | Exynos 9 Octa | 64/4 RAM   | 12                  | Dream                           | [ 169 ] |
| Galaxy J7 (2017) | 152,5 x 74,8 x 8   | 181     | -                                                      | Exynos 7 Octa | 16/3 RAM   | 13                  | SM-J730F, J730F                 | [ 170 ] |